# 马飞雄
马飞雄（1965年11月—），男，汉族，中华人民共和国政治人物。现任中华人民共和国退役军人事务部党组成员、副部长。